# Susanne Pickel
Susanne Pickel (* 1968 in Erlenbach am Main) ist Professorin für Politikwissenschaft an der Universität Duisburg-Essen.

## Leben
Susanne Pickel begann ihr Studium der Politikwissenschaft im Wintersemester 1987/88 an der Julius-Maximilians-Universität in Würzburg, wechselte dann an die Otto-Friedrich-Universität in Bamberg, wo sie ihren Studiengang Ende 1992 mit Diplom abschloss. Ausgestattet mit einem Stipendium der Friedrich-Naumann-Stiftung promovierte sie von September 1993 bis Juli 1996 über die Europäische Integration Ungarns zum Dr. rer. pol. Nach Forschungsprojekten, die die Kommunikation und wechselseitige Wahrnehmung junger Deutscher und Polen behandelten, wechselte sie im Oktober 2000 als wissenschaftliche Assistentin an das Institut für Politik- und Kommunikationswissenschaft der Universität Greifswald.
Zwischen 2005 und 2006 unterrichtete und forschte sie an der Universität Ljubljana in Slowenien zum Themenbereich „Politische Konfliktlinien in Osteuropa“. Daneben verbrachte sie längere Forschungsaufenthalte in Bulgarien, Rumänien und Ungarn. Ihre Habilitationsschrift zum Thema Neue Konflikte – neue Koalitionen? Die europäischen Bevölkerungen und ihre Parteien. stellte sie im Frühjahr 2009 fertig. Zwischen April 2007 und Februar 2008 war sie Vertretungsprofessorin an der Universität Greifswald. Zum Wintersemester 2009/2010 wurde sie auf die Professur für Politikwissenschaft mit dem Schwerpunkt Vergleichende Politikwissenschaft der Universität Duisburg-Essen berufen.
Von 2012 bis 2015 war Susanne Pickel im Vorstand der Deutschen Vereinigung für Politische Wissenschaft. Seit 2016 ist sie Vorstandsmitglied in der Südosteuropa-Gesellschaft. Seit 2013 ist sie zudem Gleichstellungsbeauftragte der gesellschaftswissenschaftlichen Fakultät der Universität Duisburg-Essen.
Sie lehrt zu Themen aus dem Bereich Vergleichende Politikwissenschaft, u. a. zu Fragen der politischen Kulturforschung, politische Kultur, der Demokratieforschung, der Wahlforschung und der Demokratiemessung.
Sie ist verheiratet mit dem Leipziger Religionssoziologen Gert Pickel.

## Veröffentlichungen (Auswahl)
- Politische Einheit – Kultureller Zwiespalt? – Die Erklärung politischer und demokratischer Einstellungen in Ostdeutschland vor der Bundestagswahl 1998. (Hrsg., zusammen mit Dieter Walz/Gert Pickel) Berlin: Peter Lang, 1998. ISBN 978-3631338926.
- Demokratisierung im internationalen Vergleich. Neue Erkenntnisse und Perspektiven. (zusammen mit Gert Pickel) Wiesbaden: VS-Verlag, 2006. ISBN 978-3-531-15113-7.
- Politische Kultur- und Demokratieforschung. Grundbegriffe, Theorien, Methoden. Eine Einführung. (zusammen mit Gert Pickel) Wiesbaden: VS-Verlag, 2006. ISBN 978-3-8100-3355-0.
- Einführung in die Methoden der vergleichenden Politikwissenschaft. (zusammen mit Hans-Joachim Lauth/Gert Pickel) Wiesbaden: VS-Verlag, 2009. ISBN 978-3-531-13843-5.
- Neue Entwicklungen und Anwendungen auf dem Gebiet der Methoden der vergleichenden Politik- und Sozialwissenschaft. (Hrsg., zusammen mit Gert Pickel/Hans-Joachim Lauth/Detlef Jahn) Wiesbaden: VS-Verlag, 2009. ISBN 978-3-531-16194-5.
- Amnesie, Amnestie oder Aufarbeitung? Zum Umgang mit autoritärer Vergangenheit und Menschenrechtsverletzungen. (Hrsg., zusammen mit Siegmar Schmidt/Gert Pickel) Wiesbaden, 2009. ISBN 978-3-531-13868-8.
- Vergleich politischer Systeme. (zusammen mit Hans-Joachim Lauth und Gert Pickel). Paderborn: Schöningh (UTB 4000), 2014. ISBN 978-3-825-24000-4.
- Empirische Politikforschung (zusammen mit Gert Pickel). De Gruyter Oldenbourg, Berlin 2018, ISBN 978-3-486-77902-8.